# 盲公餅
盲公餅，是廣東的甜糕餅，由佛山何聲朝於嘉慶年後期創製。何聲朝是一位失明的算命師，故名盲公餅。

## 配料
盲公餅由糯米粉粉團、沙糖、花生、芝麻、豬肉和花生油等烘焙而成。

## 歷史
創製人何聲朝8歲時候因疾病以致雙目失明。10歲開始學習占卜，學成後，在佛山市鶴圓街教善坊開設「乾乾堂」卦命館為主業，以零售肉餅為副業。
何聲朝育有2子︰何蔭源和何奮興。

## 参看
- 杏仁餅
- 陳意齋